# Charles Gorman (acteur)
Pour les articles homonymes, voir Charles Gorman et Gorman.
Charles Gorman, né en 1865 et mort le 25 janvier 1928 à New York, est un acteur américain.

## Filmographie partielle
- 1908 : The Fatal Hour de D. W. Griffith
- 1908 : Pour l'amour de l'or de D. W. Griffith
- 1908 : For a Wife's Honor de D. W. Griffith
- 1908 : Father Gets in the Game de D. W. Griffith
- 1908 : L'Appel de la forêt de D. W. Griffith
- 1908 : An Awful Moment de D. W. Griffith
- 1909 : The Cord of Life de D. W. Griffith
- 1909 : The Girls and Daddy de D. W. Griffith
- 1909 : At the Altar de D. W. Griffith
- 1912 : The Painted Lady de D. W. Griffith
- 1912 : The Lesser Evil de D. W. Griffith
- 1912 : The Narrow Road de D. W. Griffith
- 1915 : The Electric Alarm de Tod Browning
- 1916 : Children of the Feud de Joseph Henabery
- 1918 : The Girl with the Champagne Eyes de Chester M. Franklin
- 1921 : La Loi sacrée de Bernard J. Durning
- 1921 : The Devil Within (en) de Bernard J. Durning
- 1921 : Bare Knuckles (en) de James Patrick Hogan
- 1927 : The Gay Retreat (en) de Benjamin Stoloff
- 1929 : The Far Call (en) d'Allan Dwan